# Liste der Monuments historiques in Tousson
Die Liste der Monuments historiques in Tousson führt die Monuments historiques in der französischen Gemeinde Tousson auf.

## Liste der Bauwerke
| Bezeichnung                | Beschreibung | Standort | Kennzeichnung | Schutzstatus | Datum | Bild |
| -------------------------- | ------------ | -------- | ------------- | ------------ | ----- | ---- |
| Menhir Croix Saint-Jacques | Neolithikum  | (Lage)   | PA00087299    | Classé       | 1924  |      |
| Menhir Pierre aux Prêtres  | Neolithikum  | (Lage)   | PA00087300    | Classé       | 1913  |      |

## Liste der Objekte
Zum Verständnis siehe: Kirchenausstattung
- Monuments historiques (Objekte) in Tousson in der Base Palissy des französischen Kultusministeriums